# Амалафрида
Амалафрида (460—526) — остготская принцесса, дочь короля Теодемира и его наложницы Эрелиевы (Эрелиувы). Она приходилась сестрой королю Теодориху Великому и была матерью Теодахаду — оба они были королями остготов.
Амалафрида жила в крайне беспокойную эпоху непрестанных войн, связанных с Великим переселением народов, падением Западной Римской империи, вторжением варварских племён на Балканский полуостров. Её брат Теодорих Великий победил Одоакра, объединил разрозненные племена остготов в единое государство на Балканах. Королевство Теодориха занимало Восточные Балканы, всю Италию и Сицилию.
В 500 году для укрепления отношений с вандалами, к тому времени контролировавшими Северную Африку, Сардинию и Корсику, король Италии Теодорих решил заключить альянс с королём вандалов и аланов Тразамундом и выдал за него овдовевшую сестру Амалафриду. Вместе с Амалафридой к вандалам в Карфаген прибыли 1 тысяча готских воинов и 5 тысяч слуг в качестве приданого.
После смерти Тразамунда его преемником стал Хильдерих. Он пытался увеличить своё влияние с помощью более тесных взаимоотношений с католической церковью и Восточной Римской империей. Для этого, ещё даже не заняв трон, Хильдерих приказал вернуть из ссылки католических епископов и пополнить вакантные места в епископствах. Арианка Амалафрида была резко против такой политики вандалов. Хильдерих обвинил её в подготовке переворота и приказал казнить. Вместе с ней были перебиты и все готы из её свиты. Теодорих, собираясь отомстить за свою сестру, начал собирать войско для похода на Карфаген и набрал значительный флот, но во время военных приготовлений умер (526 год).
У Амалафриды было двое детей — Теодахад и Амалаберга, сведений об их отцах история не сохранила.